# Ксенжа-Вулька
Ксенжа-Вулька (пол. Księża Wólka) — село в Польщі, у гміні Пенчнев Поддембицького повіту Лодзинського воєводства.
Населення — 179 осіб (2011).
У 1975-1998 роках село належало до Серадзького воєводства.

## Демографія
Демографічна структура станом на 31 березня 2011 року:
|          | Загалом | Допрацездатний вік | Працездатний вік | Постпрацездатний вік |
| -------- | ------- | ------------------ | ---------------- | -------------------- |
| Чоловіки | 95      | 20                 | 65               | 10                   |
| Жінки    | 84      | 17                 | 47               | 20                   |
| Разом    | 179     | 37                 | 112              | 30                   |